# Metallofobia
La metallofobia è considerata l'avversione patologica verso gli oggetti metallici. Questa è una tipologia di fobia specifica, ovvero innescata da una particolare situazione o un particolare oggetto, in questo caso il ferro; deriva da una categoria di fobie più grande, la pselafobia (ripugnanza e/o paura di toccare certi oggetti), ed è affiancata dalla aurofobia (paura dell'oro) e dalla argentofobia (paura dell'argento).
Le cause scatenanti della fobia sono principalmente dovute a eventi traumatici che coinvolgono oggetti metallici, specialmente in età giovanile, ma possono essere dovute anche a fattori genetici ereditari, comunque ancora ignoti. L'ossessione psicologica può essere anche una causa della fobia.
I sintomi, come nella maggior parte delle fobie, può variare da persona a persona, dipendendo dal livello. Tipicamente si tratta di attacchi d'ansia e di panico, oltre a nausea, vertigini, pianto improvviso e cambio di stato d'animo, battito cardiaco irregolare, sudore, secchezza alla bocca, tremito e inabilità ad articolare parole e frasi compiute.

## Trattamento

### Ipnoanalisi
L'ipnoanalisi è un tipo di terapia eseguita da un apposito specialista che "apre" la mente della persona, applicando diversi approcci al fine di cambiare uno o più modelli di comportamento. Quando si parla direttamente alla mente, potrebbe essere possibile trovare il problema che innesca la fobia e dare così nuove idee e suggerimenti positivi. Questi suggerimenti positivi possono essere utilizzati dalla persona per rendere effettive le modifiche desiderate. Insegnare alla mente a connettere sentimenti diversi alla fobia può essere normalmente eseguito in diverse sessioni. Alcune persone non amano le persone che giocano con le loro menti. Tuttavia, l'ipnoanalisi (ipnositerapia) è considerata sicura e veloce. L'ipnoanalisi è stata approvata come metodo di terapia il 1958 dall'American Medical Association.

### Programmazione neuro linguistica
La Programmazione neuro-linguistica è fondamentalmente lo studio e la pratica di come creiamo la nostra realtà. La premessa fondamentale della NLP è che le parole usate riflettono una percezione interna e subconscia dei nostri problemi. Se questo collegamento risulta errato, si creerà un problema fintanto che quelle parole e/o percezioni vengono usate e pensate. In questa terapia, un neuro-linguistico terapeuta analizzerà ogni parola e frase che si utilizza nel descrivere i sintomi e/o innescanti. Esaminerà le espressioni facciali e i movimenti del corpo durante la sessione. Dopo aver determinato i problemi nelle percezioni, il terapeuta aiuterà a capire la causa principale, cercando poi di rimodellare i pensieri.

### Psicologia dell'energia
La psicologia energetica è un tipo di terapia che utilizza varie tecniche, come l'agopressione e alcune tipologie di yoga, che insegnano alle persone semplici passi per apportare cambiamenti nella loro vita. Le tecniche stimolano punti energetici sulla superficie della pelle che, in coppia con determinate procedure psicologiche, possono variare l'elettrochimica del cervello. Mentre questo tipo di terapia è ancora una zona controversa, sembra essere molto aiuto nel trattare le fobie.